# Tofta (Gotland)
Tofta – miejscowość (tätort) w Szwecji, w regionie administracyjnym (län) Gotland, w gminie Gotland.
Według danych Szwedzkiego Urzędu Statystycznego liczba ludności wyniosła: 627 (31 grudnia 2015), 768 (31 grudnia 2018) i 788 (31 grudnia 2019).